# Naussac (Lozère)
Naussac ist eine ehemalige französische Gemeinde im Département Lozère in der Region Okzitanien.
Die Gemeinde Naussac wurde mit Wirkung vom 1. Januar 2016 mit der vormaligen Gemeinde Fontanes zur Commune nouvelle Naussac-Fontanes zusammengeschlossen und hat seither dort den Status einer Commune déléguée mit 206 Einwohnern (Stand: 1. Januar 2022).

## Geografie
Naussac ist eine Ortschaft auf einem Hochplateau in den nördlichen  Cevennen. Das Dorf liegt am Südufer des gleichnamigen Lac de Naussac, einem Stausee, der vom Fluss Allier gespeist wird.

## Persönlichkeiten
- Auguste Forestier (1887–1958), Künstler